# تدافع تورينو 2017
حصل تدافع تورينو 2017 في ساحة بيازا سان كارلو في تورينو في إيطاليا يوم 3 يونيو 2017 في الساعة العاشرة والنصف مساءً لمجموعة من السكان الإيطاليين أثناء مُشاهدتهم نهائي دوري أبطال أوروبا 2017 عندما تسببت الألعاب النارية ذُعر الناس. أصيب ما لا يقل عن 1527 شخص بجراح. ولا توجد أي وفيات.

## الحادثة
وقع الحادث في حوالى الساعة العاشرة والنصف مساءً قبل حوالى 10 دقائق من نهاية المباراة عندما اندلع الذعر بين المتابعين والمشجعين في ساحة سان كارلو بسبب إطلاق الألعاب نارية مما أدى إلى تدافعهم.
يُعتقد أن سبب ذعر الناس بسبب صراخ أحدهم بأن صوت الانفجار عبارة عن قنبلة، ما أدى إلى زيادة الهلع والذعر وهروب المشجعين وتدافعهم. تسبب الانفجار والذعر عن مخاوف من حدوث تفجير أو إطلاق نار، وهو ما نفته السلطات.
بعد التدافع والإجلاء اللاحق، شوهدت الكثيرة من الأحذية الرياضية المتناثرة بسبب تمزقها أثناء ركض المشجعين.

## الإصابات
أصيب ما لا يقل عن 1527 مشجع بإصابات جُلهم من الإيطاليين، منهم 7 أشخاص أصيبوا بجروح خطيرة.

## ردة الفعل
قال بعض مشجعي يوفنتوس القدامى بأن التدافع اثار ذكريات مؤلمة لكارثة ملعب هيسل في عام 1985 عندما لقى 39 مشجعا معظمهم من الايطاليين مصرعهم بسبب انهيار الجدار في بروكسل ببلجيكا قبل بدء مباراة بين يوفنتوس وليفربول.